# Skylab 3
Skylab 3 (SL-3 ou SLM-2) foi a segunda missão tripulada do programa Skylab.
Efetuada durante cerca de dois meses por uma tripulação de três homens, entre julho e setembro de 1973, a missão realizou experiências científicas nas áreas de atividades médicas, observação solar e recursos naturais terrestres.

## Tripulação

### Principal
| Posição          | Astronauta       |
| ---------------- | ---------------- |
| Comandante       | Alan L. Bean     |
| Piloto Cientista | Owen K. Garriott |
| Cientista        | Jack R. Lousma   |

### Reservas
| Posição          | Astronauta        |
| ---------------- | ----------------- |
| Comandante       | Vance D. Brand    |
| Piloto Cientista | William B. Lenoir |
| Cientista        | Don L. Lind       |

## Missão

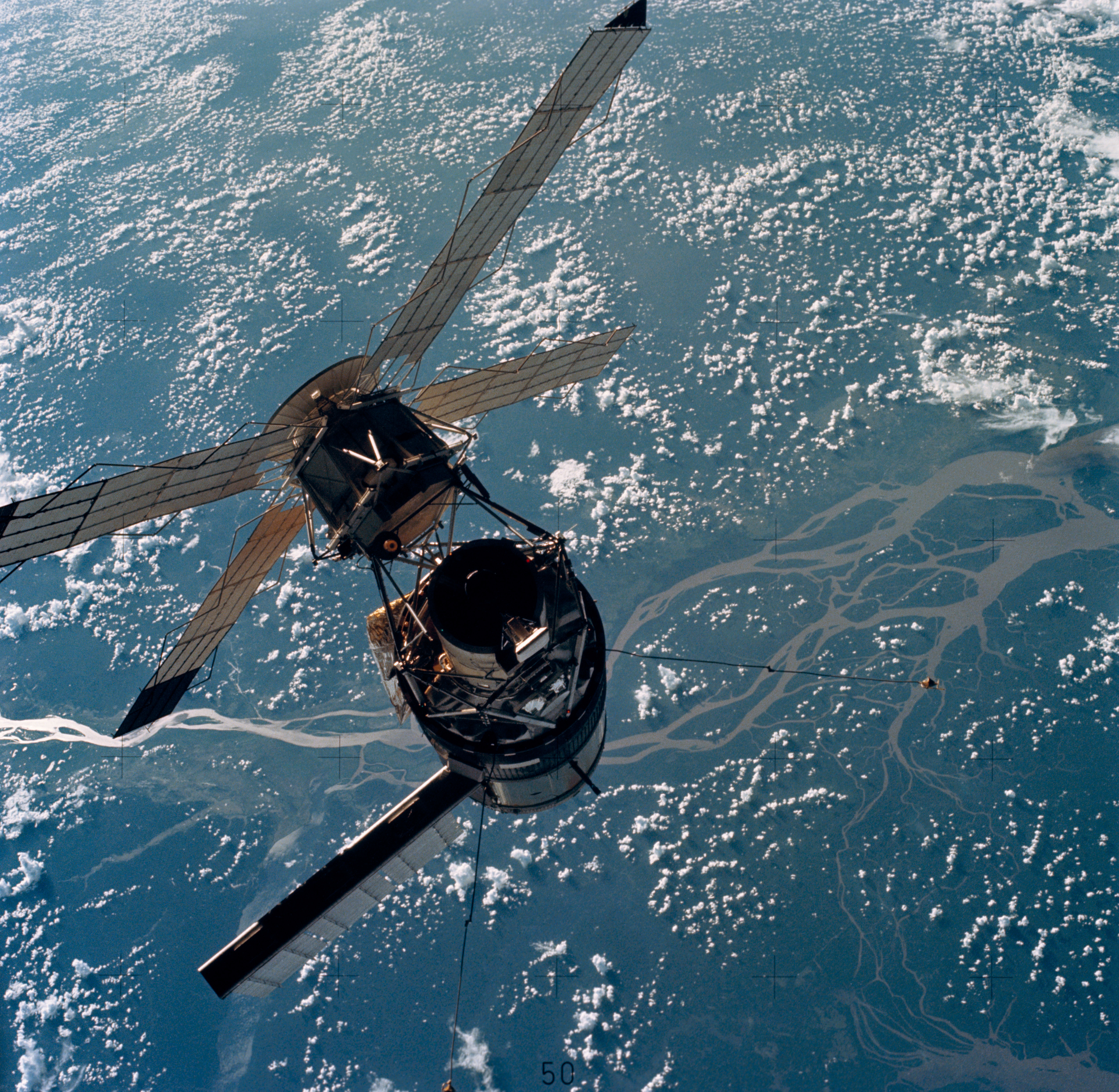
A estação Skylab em órbita.

A missão começou com um problema ocorrido durante a aproximação com a estação para a acoplagem, no sistema de controle de reação do módulo de comando e serviço, causando uma fenda no conjunto. A tripulação conseguiu acoplar mas a vibração a bordo continuou com o problema. Pela primeira vez, uma nave Apollo foi levada até a plataforma de lançamento em Cabo Kennedy para uma possível missão de resgate, já que a estação possibilitava a acoplagem de duas naves ao mesmo tempo. A tripulação, entretanto, resolveu o problema, com o resgate se mostrando desnecessário.
Esta missão alongou o tempo no espaço de uma tripulação de um mês, caso da Skylab II, para dois meses. Neste tempo, centenas de experiências científicas foram realizadas, entre elas: estudo da saúde dental, instalação de protetores solares contra micrometeoritos, adaptação psicológica humana no espaço, estudo de cobaias de laboratório e de características de células do pulmão humano na microgravidade.